# Pacometro
Il pacometro è uno strumento digitale che permette di rilevare in maniera non distruttiva la presenza e la direzione delle barre di armatura nonché lo spessore del copriferro e l'interferro all'interno di elementi in calcestruzzo armato.

## Metodi di funzionamento
Il pacometro rientra nei cosiddetti metodi magnetici, in quanto sfrutta le proprietà magnetiche del ferro per la localizzazione delle armature. Il suo funzionamento si basa sul principio dell'induzione elettromagnetica.
Lo strumento consiste in una sonda emettitrice di campo magnetico collegata ad una unità di elaborazione digitale ed acustica. La sonda è fatta scorrere lungo la superficie della membratura in calcestruzzo armato e dall'assorbimento del campo magnetico si è in grado di determinare la posizione delle armature, lo spessore del copriferro e, con buona approssimazione, il diametro dei ferri.

## Strumentazione
Lo strumento è costituito da: un'unità di emissione e lettura del campo elettromagnetico, e una o più sonde emittenti-riceventi il campo magnetico.

## Prova pacometrica
La prova pacometrica è regolamentata dalla norma BS 1881:204.
Attraverso il pacometro si misura il campo magnetico determinato dalla presenza materiali ferrosi nelle vicinanze della superficie del calcestruzzo oggetto di indagine.
Attraverso tali misurazioni si possono rilevare, come se proiettate sul piano costituito dalla superficie del calcestruzzo:
- la posizione (tale da consentire la stima dell'interferro e del copriferro) la direzione, il numero e il diametro delle armature,  poste su piani paralleli a quello di indagine;
- il passo delle staffe;
- rilevare la presenza di altri oggetti metallici quali tubazioni, cavi elettrici, tiranti.

Nel caso si debba determinare il copriferro prima dell'esecuzione della prova va eliminato l'intonaco.
Grazie alle prove pacometriche si possono individuare anche le zone di conglomerato non attraversate da armature al fine dell'effettuazione di ulteriori prove distruttive, quali le prove di compressione su carote di calcestruzzo (serve ad individuare la zona dove prelevare la carota), e non, quali le prove sclerometriche e/o ultrasoniche (sonreb), prova pull out, prova con sonda Windsor che sono tutte influenzate dalla presenza di armature.
Per quanto sopra la prova pacometrica dovrebbe essere effettuata prima di ogni altro tipo di prova distruttiva e non.
La prova pacometrica è quindi l'analisi iniziale che, congiuntamente alla prova di carbonatazione, permette di iniziare un percorso che porta alla determinazione delle caratteristiche del calcestruzzo.

## Normativa di riferimento
- BS 1881:204 - Testing concrete. Recommendations on the use of electromagnetic covermeters
- Eurocodice 2 - Progettazione delle strutture di calcestruzzo
- DIN 1045: Guideline Concrete, reinforced and prestressed concrete structures
- ACI Concrete Practices Non Destructive testing 228.2R-2.51: Covermeters